# Suchá nad Parnou
Suchá nad Parnou é um município da Eslováquia, situado no distrito de Trnava, na região de Trnava. Tem 14,38 km² de área e sua população em 2019 foi estimada em 2203 habitantes.

## Demografia
| Ano:        | 1994 | 2004    | 2014    | 2024    |
| ----------- | ---- | ------- | ------- | ------- |
| Broj ljudi: | 2241 | 1738    | 2041    | 2328    |
| Razlika:    |      | -22,44% | +17,43% | +14,06% |

| Ano:               | 2023 | 2024   |
| ------------------ | ---- | ------ |
| Número de pessoas: | 2296 | 2328   |
| Diferença:         |      | +1,39% |